# 比安德龙诺
比安德龙诺（義大利語：Biandronno）是意大利瓦雷泽省的一个市镇。总面积8平方公里，人口3255人，人口密度406.9人/平方公里（2009年）。国家统计（ISTAT）代码为012014。